# Władysław Michał Branicki
Władysław Michał Branicki herbu Korczak (ur. w 1826, zm. 17 lipca 1884 w Paryżu) – hrabia, polski szlachcic, dziedzic dóbr Biała Cerkiew na Ukrainie, kamerjunkier dworu rosyjskiego.

## Życiorys
Był synem Władysława Branickiego i Róży Potockiej oraz bratem m.in. Aleksandra, Konstantego i Ksawerego.
W październiku 1862 r. ożenił się z Marią Anielą z ks. Sapiehów (1843–1918). 
Mieli dwie córki: 
- starszą Marię-Różę, znaną jako Bichetta, która wyszła za ks. Jerzego Fryderyka Radziwiłła XV ordynata na Nieświeżu. Na nią przed 1917 rokiem przeszła Biała Cerkiew.
- młodszą Zofię (1871-1935), która wyszła za księcia Piotra Strozzi, a potem za Karola Halperta.